# Blue Earth County
Blue Earth County er et county i den amerikanske delstat Minnesota. Amtet ligger i de sydlige del af delstaten og grænser op mod Nicollet County i nord, Le Sueur County i nordøst, Waseca County i øst, Faribault County i syd, Martin County i sydvest, Watonwan County i vest og mod Brown County i nordvest.
Blue Earth Countys totale areal er 1 984 km² hvoraf 35 km² er vand. I 2000 havde amtet 55 941 indbyggere. Amtets administration ligger i byen Mankato som også er amtets største by.